# Magyar hercegi családok listája
Magyar hercegi családok listája A-tól Z-ig.

## B
- Báthory (somlyói) – † (Báthory Zsigmond, erdélyi fejedelem; Rudolf magyar királytól magyar hercegi címet nyert, 1595. január 28.)[1]
- Batthyány (Batthyány-Strattmann) (németújvári) – (Batthyány Károly gróf, aranysarkantyús vitéz, altábornagy, királyi tanácsos; Lotaringiai I. Ferenc német-római császártól birodalmi hercegi címet nyert, 1764. február 27.)[2] (Batthyány-Strattmann László, orvos, kamarás; I. Ferenc József magyar királytól hercegi cím átruházást nyert, 1915. február 8.)[3]

## E
- Eszterházy (galanthai) – (Eszterházy Pál gróf nádor; I. Lipót magyar királytól magyar hercegi címet nyert, 1687. december 7.)[4]

## F
- Festetics (tolnai ) – (Festetics Tasziló gróf, főudvarmester; I. Ferenc József magyar királytól magyar hercegi címet nyert, 1911. június 21.)[5]

## G
- Grassalkovich (beckói) – (Grassalkovich Antal II. gróf, főispán; II. József magyar királytól királyi hercegi címet nyert 1784-ben)

## L
- Lónyay (nagylónyai és vásárosnaményi) – † (Lónyay Elemér gróf, főrendiházi tag; IV. Károly magyar királytól magyar hercegi címet nyert, 1917. január 28.)[6]

## O
- Odescalchi – (Odescalchi Livius szerémi herceg; I. Lipót magyar királytól indigenátust nyert, 1697. augusztus 21.)[7]

## P
- Pálffy (erdődi) – † (Pálffy Károly József Jeromos gróf, Zemplén vármegyei főispán; I. Ferenc magyar királytól magyar hercegi címet nyert, 1807. november 1.)[8]
- Pálffy-Daun (erdődi) – † (Pálffy Nándor Lipót gróf, Pozsony vármegye örökös főispánja, Pozsony örökös várkapitánya; I. Ferenc József magyar királytól teanói hercegi címet, 1879. január 23.)[9]

## S
- Sylva Tarouca et Turnhont –  † (Sylva Tarouca et Turnhont Emánuel herceg; Mária Terézia magyar királynőtől indigenátust nyert, 1762. szeptember 16.)[10]

## T
- Thurn-Taxis –  (Thurn-Taxis Egon herceg, alezredes, németécskai lakos; I. Ferenc József magyar királytól indigenátust nyert, 1885. április 3.)[11]

## W
- Waldeck (pyrmonti) – † (Waldeck Keresztély Ágoston herceg, tábornagy; II. Lipót magyar királytól indigenátust nyert, 1790. december 20.)[12]
- Würtemberg –  † (Würtemberg Sándor herceg és hitvese gróf Rhédey Zsuzsanna; I. Ferenc József magyar királytól indigenátust nyert, 1848. május 11.)[13]